# 李莫愁
李莫愁，為香港武俠小說家金庸的武俠小說《神鵰俠侶》的反派人物。本為古墓派第三代大弟子，外號「赤練仙子」，為金庸小說中武功超群的高手之一。為林朝英的徒孫，小龍女的師姐，楊過的師伯。
李莫愁一身出家人的打扮，穿湘(杏)黃道袍，手持麈拂，容貌端麗，武功甚高，以拂塵、冰魄銀針、「赤練神掌」三項法寶橫行江湖，手持《五毒秘傳》。脾氣乖戾孤僻和陰晴不定，多次大開殺戒，令人聞風喪膽，而且由於情場失意，為人自私自利和憤世疾俗，時常怨天尤人，痛恨天下男人，甚至有夫之婦，是一個陰險惡毒的女魔頭，故是全真教等正派人士的敵人之一。多年來一直覬覦師門頂級武學——《玉女心經》，圖謀以各種手段搶奪心經，故此一直對楊過和小龍女心懷不軌，三番四次汙衊二人有私情甚至有私生子，甚至追殺他們，為楊過和小龍女的主要敵人之一。
極端自豪於自己的容貌和貞操，但是偶然打鬥中被楊過擒抱，卻是心魂俱醉，快美難言。

## 介紹
李莫愁是林朝英的徒孫，小龍女的師姐，楊過的師伯，有兩名徒弟洪凌波及陸無雙。
本為古墓派第三代大弟子，因按奈不住古墓禁慾的生活而脫離古墓派，多年來獨自行走江湖（舊版曾被血烏啄瞎一眼）。
雖然李莫愁被逐出古墓，與師父師妹反目，但其實師父心中仍念著舊情，只是李莫愁末有得會，一味記恨師父。早年，李莫愁得罪已發瘋的「西毒」歐陽鋒，李莫愁不敵，便把他引來古墓，李莫愁的師父使出渾身解數，加上發動古墓機關助李莫愁把歐陽鋒擊退，然而，李莫愁的師父亦重傷去世，多年來，小龍女等人一直以為是李莫愁解開歐陽鋒穴道才令歐陽鋒反敗為勝，其實由於歐陽鋒逆練《九陰真經》，其穴道早已移位，故此李莫愁的師父根本沒有點中歐陽鋒的穴道，但小龍女等人顯然不知道這細節，直到楊過道破真相。另外，李莫愁的師父亦預留一副棺材給李莫愁，亦顯示出師父對李莫愁的關愛之情，李莫愁的師父其實期望李莫愁在古墓內死亡，只是李莫愁一直以為師父早已拋棄自己，亦成為其行事偏極，怨天尤人的原因之一，其實李莫愁師父一直叮囑小龍女如非必要不要對李莫愁下殺手，小龍女也念着舊情，因此即使李莫愁三番四次大鬧古墓小龍女也未有痛下殺手，只是驅逐李莫愁了事，在師父和小龍女的縱容下卻成為李莫愁肆無忌憚到處行惡的原因之一。
曾與江南陸家莊主人陸展元相戀，後來陸展元移情何沅君，因而令李莫愁身心大受打擊而性情大變，殺人如麻。因此變得習慣用殺戮解決問題，多次濫殺無辜，不分是非，無情無義，例如在絕情谷面對劇毒的情花叢，就嘗試用程英、陆无双、徒弟洪凌波作垫子，最後終於被洪凌波拉入情花叢中毒。
陸展元與何沅君成婚時，李莫愁與武三通大鬧婚禮，同被一位大理天龍寺的高僧阻回，並約定十年後會找陸展元復仇。由於對陸展元的恨意，加上認為天下男人也是寡情溥義，因此不斷作惡，甚至連一些和何沅君的姓名有關的人和提及「何沅君」三字的任何一字也照殺無誤期間。十年後，為報負情愛之仇將陸家滅門，由於陸展元夫婦早逝，李莫愁便把陸展元弟弟陸立鼎一家滅門，後欲杀陸立鼎外甥女程英、陸立鼎女兒陆无双时，被「東邪」黄药师阻止失败，後來，以「冰魄銀針」射傷程英，但程英被黃藥師救走，陸無雙则被李莫愁擄走。同時，李莫愁以「冰魄銀針」射傷一心救人的武三通，間接導致其妻武三娘身亡，武三通瘋病發作，還令武敦儒、武修文無家可歸，後蒙郭靖、黃蓉夫婦收留，但亦導致武氏三父子與李莫愁仇深似海。
多年來，一直妒恨師父偏愛小龍女，又自知未習得師門上乘武功，故覬覦師門頂級武學——《玉女心經》，圖謀以各種手段搶奪心經，多次借故深入古墓奪取秘芨，但被小龍女發動古墓機關擊退。幾年後，小龍女在與楊過修練玉女心經時身受重傷，李莫愁乘機攜同洪凌波重返古墓，脅迫小龍女與楊過兩師徒交出《玉女心經》，二人當然不從，小龍女與楊過不敵李莫愁，因此小龍女甚至不惜放下「斷龍石」打算與李莫愁同歸於盡。最後，李莫愁與洪凌波跟隨小龍女和楊過師徒從古墓水下秘道才得以僥倖逃生，但也被水道弄得死去活來。從此便對楊過和小龍女心懷不軌，三番四次污辱二人有私情，甚至追殺他們，企圖威脅他們交出《玉女心經》但不果。
自擄得陸無雙以來，陸無雙為保性命而委曲求全，加上洪凌波也處處維護着陸無雙，李莫愁也消去殺心，然而二人互相提防，各懷鬼胎，李莫愁雖然收陸無雙為徒，但並無師徒之情，只是稍為傅授古墓派一些入門功夫，多年來陸無雙對李莫愁極度仇恨，時常在時機恰當之際逃離李莫愁，後來陸無雙乘李莫愁與洪凌波尋找《玉女心經》時逃脫，並一併將含有「赤練神掌」和「冰魄銀針」毒性之解法的《五毒秘傳》偷走，李莫愁得知後即追殺陸無雙，但陸無雙受楊過以計協助躲過李莫愁追殺，雖然後來李莫愁再度擄得陸無雙，但李莫愁仍得不到秘傳，還遭受陸無雙欺騙以為秘傳就在丐幫，不惜殺害兩名丐幫弟子立威，結果受到楊過、耶律齊、耶律燕、完顏萍、程英、武氏兄弟、郭芙等人圍攻，但李莫愁得知郭靖、黃蓉便在附近，擔心夜長夢多，不敢再苛纏，便乘機逃脫，陸無雙亦被失散多年的程英帶走。
當楊過於程英、陸無雙所在的荒谷療傷之際，李莫愁再次發現陸無雙的行蹤，一路跟蹤至荒谷，正當打算了結程英、楊過、陸無雙性命之際，黃藥師再次出手阻撓，黃藥師打算以琴聲殺死李莫愁，但被傻姑干擾失敗，李莫愁也嚇得逃之夭夭。可是，李莫愁亦潛伏在附近，只是忌憚黃藥師的實力，期間李莫愁還不忘諷刺黃藥師趕走自己時以多欺少，寫下「桃花島主，弟子眾多，以五敵一（黃藥師、程英、楊過、陸無雙、傻姑），貽笑江湖」這句，令黃藥師羞憤難當，黃藥師更不會出手打擊李莫愁，但黃藥師亦傳授楊過「彈指神通」和「玉蕭劍法」以剋制李莫愁的毒掌和塵拂，後來，李莫愁趁黃藥師離開便打傷傻姑，但楊過靠著口述黃藥師的「彈指神通」和「玉蕭劍法」如何剋制李莫愁的毒掌。杨过想打造一把大剪刀剪断李的拂尘时，找铁匠时遇到了黄药师当年的弟子冯默风，杨过出计使冯愤怒李侮辱恩师，与李一战，李不敌衣衫烧毁败走。
襄陽保衞戰中，金輪國師等蒙古高手行刺郭靖與黃蓉夫婦，因此郭靖與黃蓉之女郭襄被小龍女抱走，剛巧李莫愁來到襄陽附近，李莫愁眼見小龍女手上的嬰兒誤以為郭襄是楊過與小龍女的女兒，打算籍此要脅楊、龍二人交出師門秘芨《玉女心經》，於是也加入搶奪郭襄的混戰期間郭襄先後受小龍女、楊過、「赤練仙子」李莫愁、蒙古僧人金輪國師、蒙古勇士尼摩星五大大高手所爭奪，李莫愁為躲避金輪國師、楊過、尼摩星、小龍女等人的迫擊的劫持郭襄跳落城牆時，用某宋兵身體當作墊子，犧牲該士兵性命逃過追擊，之後，施展輕功與金輪國師、楊過鬥在一起，經過一翻爭奪，連金輪國師也忍不住稱李莫愁為「好厲害的女人」。經過一番爭奪，最終郭襄落在李莫愁手上，金輪國師不甘失去郭襄，便一路把楊過與李莫愁迫入山洞。三人中以金輪國師武功最高，李莫愁最心狠手辣，鬼計多端要數楊過最為要害，李莫愁便與楊過合作，在楊過的提醒下假裝自己與楊過「內訌」，誘使金輪國師與尼摩星進入山洞從而中了李莫愁「冰魄銀針」，李莫愁與楊過得以順利逃走。之後，李莫愁在楊過的指引下，以豹奶喂哺郭襄，期間，重遇仇人武三通三父子，仇人分外見眼紅，李莫愁把武氏兄弟以「冰魄銀針」射傷後攜著郭襄逃走，武氏兄弟得蒙楊過吸毒才得以保命。
李莫愁雖是殺人不眨眼的女魔頭，而且對郭襄心懷不軌，但一見郭襄竟一時生出憐愛之情，對襁褓中的郭襄卻生出關懷之情，供其撫養一月有餘。後來，新城鎮遇上郭襄的母親即丐幫第十九任幫主黃蓉，黃蓉為奪回女兒郭襄便不惜與李莫愁切磋，黃蓉武功本就在李莫愁之上，當然穩佔上風，最後黃蓉使計令李莫愁把手掌打入插上「冰魄銀針」的蘋果，李莫愁迅間中了自己銀針的毒，黃蓉順利把李莫愁制服，黃蓉順手從李莫愁手中奪走「冰魄銀針」解藥，原本黃蓉打算令李莫愁自行毒發身亡，但黃蓉因念李莫愁對女兒郭襄有過短暫養育之恩而饒其性命，但郭襄卻被斷臂後的楊過抱走。
楊過在斷臂後武功大進，以衣袖把郭芙的劍刃拂弯，李莫愁自問自己也未必能做到，李莫愁眼見楊過的武功大進誤以為是《玉女心經》的功效，然而，楊過只不過受神鵰之教練了獨孤求敗玄鐵劍法，加上吃了蛇膽才功力大增。即使如此，李莫愁己對楊過生起忌憚之心，擔心日後難以制衡，更激起李莫愁對《玉女心經》的興趣，於是便以尋找郭襄的名義與黃蓉合作，以令黃蓉助自己奪得在古墓《玉女心經》，當然，這些算盤早已被聰明絕頂的黃蓉看破，只要郭襄在楊過手中，黃蓉需要通過李莫愁協助進入古墓，才沒拆穿李莫愁。期間，遇上絕情谷谷主公孫止，公孫止打算擄走李莫愁與黃蓉，李莫愁與黃蓉非公孫止敵手，公孫止更俘擄了郭芙，幸好耶律齊向公孫止射了一筒箭，才把公孫上嚇退。此外，李莫愁又再遇上武氏三父子，武氏三父子時刻也想把李莫愁碎屍萬斷，但在黃蓉的制止下李莫愁免受傷害，可是，仍受武氏三父子、郭芙、耶律兄妹、完顏萍等人怒視，只有黃蓉偶與李莫愁交流數語。
到得終南山，李莫愁再度潛入古墓企圖盜取《玉女心經》，而黃蓉亦派郭芙、耶律齊、武氏三父子跟隨李莫愁潛入古墓，尋找郭襄和楊過，其間使計把武氏三父子、郭芙、耶律齊五人困在石室，又趁著楊過為小龍女逆運經脈療傷時趁亂偷襲，以「赤練神掌」打傷小龍女，使小龍女經脈錯亂，最後激怒楊過，楊過以玄鐡劍法迫走，但後來被楊過以玄鐡重劍困在石棺。此時，郭芙一行人脫困，郭芙誤以為躲在石棺中的楊過夫婦為李莫愁，為報受困之辱，將李莫愁遺下的冰魄銀針射入棺中，擊中楊過夫婦，楊過倒也無大礙，但小龍女本就身受重傷，郭芙這樣舉動使赤練神掌毒性性進入小龍女全身大穴，小龍女藥石無靈，生命倒數計時，更使間接使楊過與小龍女失散16年，當然這是後話。此時楊過恕極，以玄鐡重劍把郭芙等人趕走，李莫愁亦乘亂逃走，始終得不到《玉女心經》。郭芙逃出古墓後，蒙古人火燒終南山，郭芙誤以爲黃蓉在火埸，奮不顧身衝入火場救人，豈知，李莫愁為報受困石棺之辱，恨不得殺死全天下所有人，於是暗算郭芙，把郭芙點穴，企圖把郭芙活活燒死，但是郭芙得楊過所救得以脫生。
之後，李莫愁、洪凌波兩師徒與程英、陸無雙兩表姊妹先後被「老頑童」周伯通引至絕情谷，為絕情谷添亂。李莫愁與程、陸姊妹冤家路窄，幾人自然互相打鬥起來，其時，裘千尺命絕情谷弟子以漁網陣把李莫愁、洪凌波、程英、陸無雙一行人困在情花叢，李莫愁多次企圖把程英、陸無雙迫入情花堆，企圖讓其身中劇毒，可是不果，及後又打算以程、陸兩姊妹作踏腳石，以讓自己與洪凌波逃出，洪凌波於心不忍。猶豫之際，程英與陸無雙被本已身中情花劇毒的楊過求走，李莫愁一計不得心生二計，竟打算以徒弟洪凌波作踏腳石，以讓自己逃出，洪凌波死活不肯，結果洪凌波打算與李莫愁同歸於盡，把李莫愁一起拉入情花叢，李莫愁把洪凌波一腳踹中腹部，洪凌波內臟俱碎，死在情花叢中，李莫愁自己己也身中劇毒。眾人眼見李莫愁如此殘忍也為之動容。此時，黃蓉還不忘「提醒」李莫愁如要走出情花叢，須用長劍掘土，再解下外衫包兩個大大的土包，擲在花叢之中，便可作踏腳石，這不但可安然脫困，洪凌波也可絲毫無傷，李莫愁頓感後悔，歎到「太遲了」但這種感覺一瞬即逝，之後，黃蓉更挖苦到「這情花之毒，妳中不中都是一樣........（因為）妳早就中了癡情之毒，胡作非爲，害人害己，到這時候，嗯，早就遲了」，李莫愁還為自己的惡行辯解，眾人早就恨極，新仇舊恨下武氏三父子、耶律齊、耶律燕、完顔萍、郭芙、程英、陸無雙等乘機圍攻李莫愁，連慈悲為懷的一燈大師也認為李莫愁死有餘辜，師妺小龍女也冷眼旁觀，不再顧及同門之情，然而礙於情花叢阻隔和冰魄銀針眾人也不敢過份迫近，李莫愁再次逃之夭夭，眾人也無可奈何。
李莫愁身中情花之毒後，為求解藥絕情丹不惜與絕情谷原谷主公孫止合作，此時絕情谷正被公孫止妻子裘千尺所佔，公孫止打算偕同李莫愁俟機害死裘千尺，重奪谷主之位，兩人一拍即合，然而公孫止自小龍女出現後抑制已久的情欲突然如堤防潰決，不可收拾，竟想娶李莫愁為妻，於是便假意答應公孫止要求。為防洩密，不惜以「冰魄銀針」殺害精通醫藥的天竺大師，但這也自斷其救命後路，並被天竺大師的師姪朱子柳追殺。之後又與公孫止聯手從裘千尺手中搶得絕情丹，只是公孫止和李莫愁不知裘千尺手中的絕情丹只剩半牧，吃了不但沒用，反加快毒發時間，最後絕情丹雖被小龍女所得，但被楊過拋下深谷，李莫愁的毒無藥可解，而她體內的毒越發厲害。最終，被武氏三父子、程英、陸無雙、朱子柳、楊過、小龍女、黃蓉等人圍攻，加上此時她體內的劇毒發作，使她滾下山崖主動葬身於火海之中，火燃其身時仍唱著詩人元好問的詞︰「問世間，情是何物，直教生死相許……」死得極為淒凉。李莫愁為情而死，眾人無不感慨、心下黯然，小龍女念著同門之誼更落下眼淚，黃蓉亦因李莫愁撫育郭襄之恩而向李莫愁的遺體鞠躬。

## 武功
冰魄銀針
针身镂刻花纹，打造精致。此针剧毒无比，一碰即中毒，皮肤全成黑色，若被碰破皮肤，顷刻便要丧命。
赤練神掌
从《五毒秘传》中去领悟出来而创的武功，含有剧毒，中毒时伤口呈朱砂般血红之色，死时剧痛奇痒，脸色发黑。
三無三不手
全称为无孔不入、无所不至、无所不为。无孔不入乃是向敌人周身百骸进攻，点他全身各处大穴；无所不至点的是敌人周身诸处偏门穴道；无所不为不再点穴，专打眼睛、咽喉、小腹、下阴等人身诸般柔软之处，三无三不、阴狠毒辣。
拂塵功-玉女剑法
李莫愁出家后使用拂尘使出的玉女剑法。李莫愁初出道时使用长剑，出家後改用拂尘，後来拂尘被杨过用玄铁剑所毁，又改用长剑。

## 影視形象

### 劇集
- 張敏婷：香港佳藝電視《神鵰俠侶》（1976年）
- 呂有慧：香港無綫電視《神鵰俠侶》（1983年）
- 趙天麗：台灣中視《神鵰俠侶》（1984年）
- 雪梨：香港無綫電視《神鵰俠侶》（1995年）
- 潘玲玲：新加坡新傳媒《神鵰俠侶》（1998年）
- 陳紅：台灣台視《神鵰俠侶》（1998年）
- 孟廣美：中國中央電視台《神鵰俠侶》（2006年）
- 张馨予：中國華夏視聽、於正工作室聯合出品《神鵰俠侶》（2014年）
- 毛林林：中國芒果娛樂、盛夏星空傳媒聯合出品《新神鵰俠侶》（待播）
- 張詩欣 : 香港無線電視 《愛回家開心速遞》( 2017年至今)

### 電影
- 梁素琴：《神鵰俠侶》（1960年），香港粵語長片，峨嵋電影公司
- 恬妮：《楊過與小龍女》（1982年），邵氏公司

### 動畫
- 盧素娟配音：《神鵰俠侶》（2003年）、《神鵰俠侶II襄陽風雲》（2004年）

## 腳註
書目
- 金庸, , 遠流出版, 2007  [2022-07-15], ISBN 9789573259558, （原始内容存档于2022-07-15） （中文）

## 外部結鏈
- 李莫愁的人生哲学 郭梅著 生智文化事业, 2001 （页面存档备份，存于）